# Battlefield Vietnam
Battlefield Vietnam ist ein 2004 veröffentlichter Ego-/Taktik-Shooter und zweiter Teil der Battlefield-Reihe. Entwickler war DICE Kanada und Publisher Electronic Arts. Die Grafikengine des Vorgängers wurde stark überarbeitet, das Spielprinzip wurde weitestgehend beibehalten.
Aufgrund der Einstellung von GameSpy wurden die Online-Server am 30. Juni 2014 abgeschaltet.

## Spielbeschreibung
Der Hintergrund versetzt den Spieler entweder auf die Seite der nordvietnamesischen Armee (NVA), des Vietcong, der südvietnamesischen Armee (SVA) oder der US-Army während des Vietnamkrieges. Mit authentischen Waffen (z. B. M16, AK-47, M14), Patrouillenbooten, Fahr- und Flugzeugen wie dem M48 Patton, dem Ford M151 MUTT, dem sowjetischen Panzer T-54 oder der Bell UH-1D kämpft der Spieler auf historischen Schlachtfeldern wie Ia-Drang-Tal, dem Ho-Chi-Minh-Pfad und in den Straßen von Saigon. Die Karten unterscheiden sich voneinander vor allem durch den Unterschied zwischen Häuserkampf und Kämpfen auf offenem Gelände. Häuserkämpfe spielen sich wie in der Realität vor allem in Huè ab. Auf der Khe-Sanh-Combat-Base wird der Spieler hingegen oft in Gefechte auf große Distanzen verwickelt, die manchmal unter Zuhilfenahme von Hubschraubern oder Panzern beendet werden.
Es gibt im Spiel, wie üblich bei Battlefield-Spielen, den Single-Player- und den Multi-Player-Modus, wobei der Multiplayermodus im Vordergrund steht. Hier treten zwei Teams gegeneinander an und versuchen, möglichst viele Kommandoposten zu erobern. Die Seite, die weniger Kommandoposten besitzt, verliert Tickets. Wenn eine Seite keine Tickets mehr besitzt, hat sie verloren. Der Single-Player-Modus ist genauso aufgebaut. Eine Kampagne gibt es in diesem Spiel nicht.
Die Grafik hat sich im Vergleich zu den Vorgängerspielen stark verbessert; auch sind die Karten umfangreicher. Dem Spieler ist es möglich, Waffen, die von anderen Soldaten fallen gelassen wurden, aufzuheben und weiterzuverwenden. Die Fahrzeuge besitzen Radios, die Musikstücke aus den 1960er und 1970er Jahren wiedergeben können; dies umfasst Lieder wie Wild Thing von The Troggs oder War von Edwin Starr, die auch aus diversen, populären Vietnamfilmen wie Apocalypse Now, Full Metal Jacket, Platoon, Forrest Gump oder Good Morning, Vietnam bekannt sind. Auch werden authentische Propagandadurchsagen von Radio Hanoi mit der Rundfunkmoderatorin Trinh Thi Ngo ausgegeben. Als Gegenstück zum kommunistischen Propagandasender gibt es auch eine Version des amerikanischen Soldatensenders AFNV, der in Anlehnung an die US-Militärzeitung Stars & Stripes im Spiel „Stars & Bars“ genannt wird.
Seit dem Patch vom 2. Dezember 2004 trägt das Spiel die Versionsnummer 1.21. Offizielle Erweiterungen existieren nicht.

## Modifikationen
Für Battlefield Vietnam wurden viele Modifikationen entwickelt, jedoch wurden viele Projekte aufgegeben und für Battlefield 2 weiterentwickelt. Einige Mods haben andere Konflikte zum Thema, so z. B. fiktive Kriege in der Gegenwart. Andere Mods versuchen das Spiel deutlich realistischer zu gestalten oder erweitern den Umfang erheblich. Zu den bekanntesten, umfangreichsten und meistgespielten Mods gehören BFV Arsenal, Eve of Destruction und Point of Existence. Mit der World-War-II-Mod existiert auch eine offizielle Modifikation, die dem Spiel direkt beiliegt. Diese dreht sich um den Zweiten Weltkrieg. Als Besonderheit enthält sie Flammenwerfer als aufsammelbare Waffe. Die Mod spielt im Pazifik und es kämpfen japanische Truppen gegen Truppen der USA.

## Soundtrack
Der Soundtrack des Spiels lässt sich in den Fahrzeugen (Radio) und im Spielmenü anhören. Dieser beinhaltet hauptsächlich Musik aus den 1960er- und 1970er-Jahren.
1. The Kinks – All Day and all of the Night
2. Creedence Clearwater Revival – Fortunate Son
3. Rare Earth – Get Ready
4. Deep Purple – Hush
5. The Bobby Fuller Four – I Fought the Law
6. Martha & the Vandellas – Nowhere to Run
7. Canned Heat – On the Road Again
8. Count Five – Psychotic Reaction
9. The Guess Who – Shakin’ All Over
10. Jefferson Airplane – Somebody to Love
11. The Trashmen – Surfin’ Bird
12. Box Tops – The Letter
13. Edwin Starr – War
14. The Troggs – Wild Thing
15. The Kinks – You Really Got Me
16. Jefferson Airplane – White Rabbit
17. Budapest Symphony Orchestra – The Ride of the Valkyries

## Rezeption
Battlefield Vietnam übertreffe den Vorgänger Battlefield 1942. Die Karten seien detaillierter, die Grafik besser und neue Fahrzeugtypen wie Helikopter sowie mobiles Spawnen mache das Spiel schneller und dynamischer. Dennoch wirke es mehr wie ein Add-on als ein Vollpreistitel. GameStar verlieh den Gold-Award, merkte jedoch an, dass in diesem Teil die Solo-Kampagne fehle.